# Apollónův chrám (Lednicko-valtický areál)

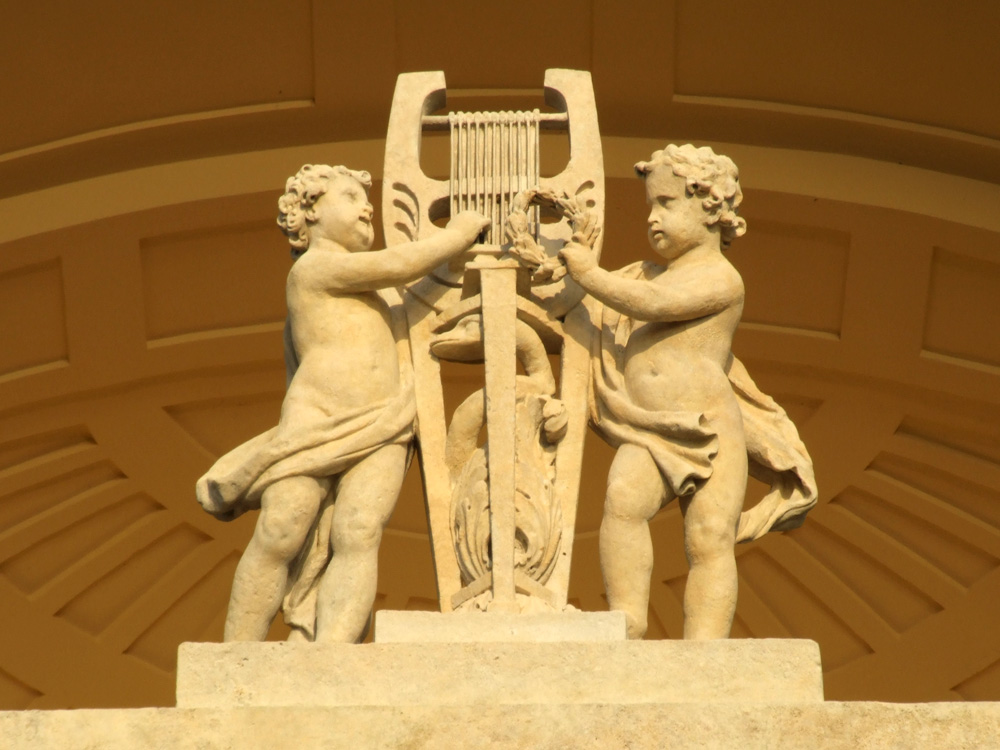
Amoreti s Apollónovou lyrou

Apollónův chrám je jednou ze salet (drobných staveb) v Lednicko-valtickém areálu, který je zapsán na seznamu světového kulturního dědictví UNESCO. Nachází se v okrese Břeclav v Jihomoravském kraji v krajinné památkové zóně poblíž česko-rakouské státní hranice. Monumentální klasicistní stavba z počátku 19. století je chráněnou kulturní památkou.

## Poloha a dostupnost
Chrám se nachází na návrší (220 m n. m.) na břehu Mlýnského rybníka, nedaleko silnice spojující města Lednice a Břeclav (parkoviště naproti kempu Apollo). Okolo chrámu vede značená turistická trasa spojující města Lednice a Valtice, ve vzdálenosti cca 1,5 km je železniční zastávka „Lednice rybníky“ (Trať 247 Břeclav–Lednice)

## Historie a popis
Nedaleko odsud stával dříve Chrám Múz, vyzdobený sochami od Josefa Kliebera (1773–1850). Počátkem 19. století byl zrušen a výzdoba byla převezena do tohoto nově postaveného chrámu z let 1817–1819, zasvěceného antickému bohu Apollónovi. Chrám je vystavěn v té době oblíbeném empírovém stylu, který je příznačný i pro některé další stavby v Lednicko-valtickém areálu. Autorem původního návrhu byl dvorní lichtenštejnský stavitel Josef Kornhäusel, stavbu dokončil jeho nástupce Joseph Franz Engel. Jako vzor byla použita slavná vila herečky Guimardové v Paříži, která je typickou ukázkou francouzské revoluční architektury.
Nejvýraznějším prvkem přední strany je osm (+2) dórských sloupů, za nimiž je reliéfní vlys – mytologický výjev boha Apollóna na slunečním voze. V horní části chrámu jsou sochy z Chrámu Múz: v nice hranolovitého nástavce uprostřed je skupina amoretů s Apollónovou lyrou a po stranách na profilované římse jsou dvě dvojice soch, znázorňující múzy. Na vrcholu nástavce je kovové klasicistní zábradlí, protože střecha dříve sloužila jako vyhlídka, na kterou vede točité schodiště. Půdorys budovy je ve tvaru písmene T. Zadní trakt je členěn rizalitem s trojúhelníkovým štítem. Zde je hlavní vchod s pilastry po stranách a se schodištěm. V roce 1877 byla v této části postavena jednoduchá přízemní přístavba, v níž se nacházel byt drába. Interiér saletu tvoří nevelká vstupní hala v přízemí, ze které vede dřevěné schodiště, zavěšené na dvou mohutných vnitřních pilířích, prostupujících celou stavbou.
V posledních letech chrám prošel rekonstrukcí v roce 2007. Objekt je oplocen a interiéry – vyhlídková terasa s dalekohledem – jsou veřejnosti přístupné na požádání kdykoliv během roku, jinak bez objednání ve stanovených hodinách.

## Fotogalerie

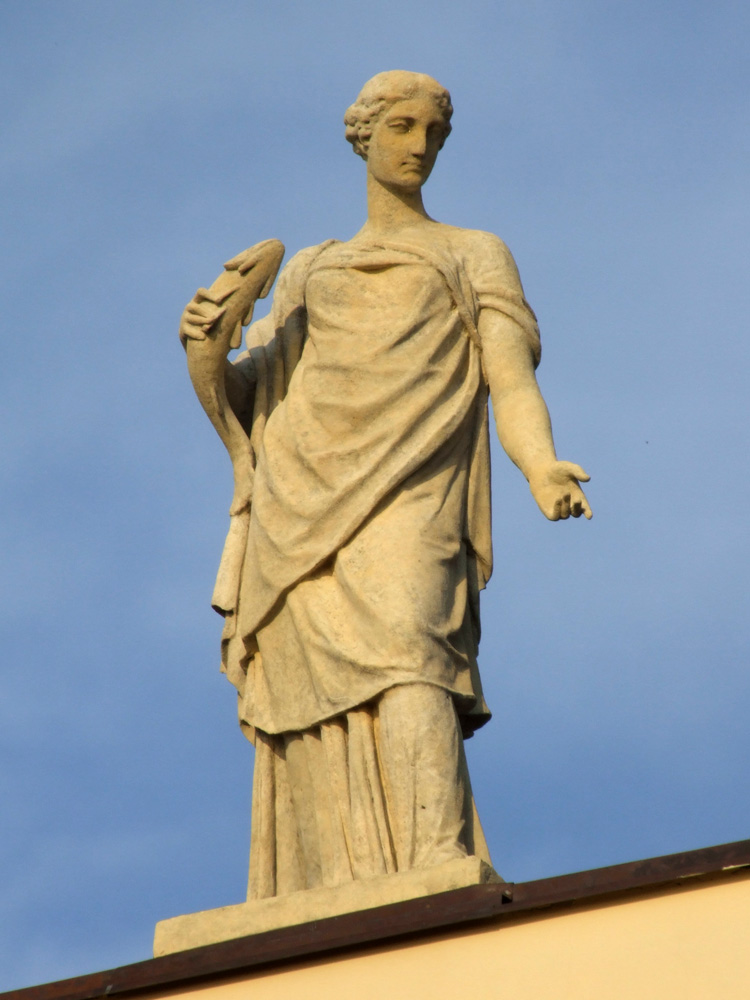
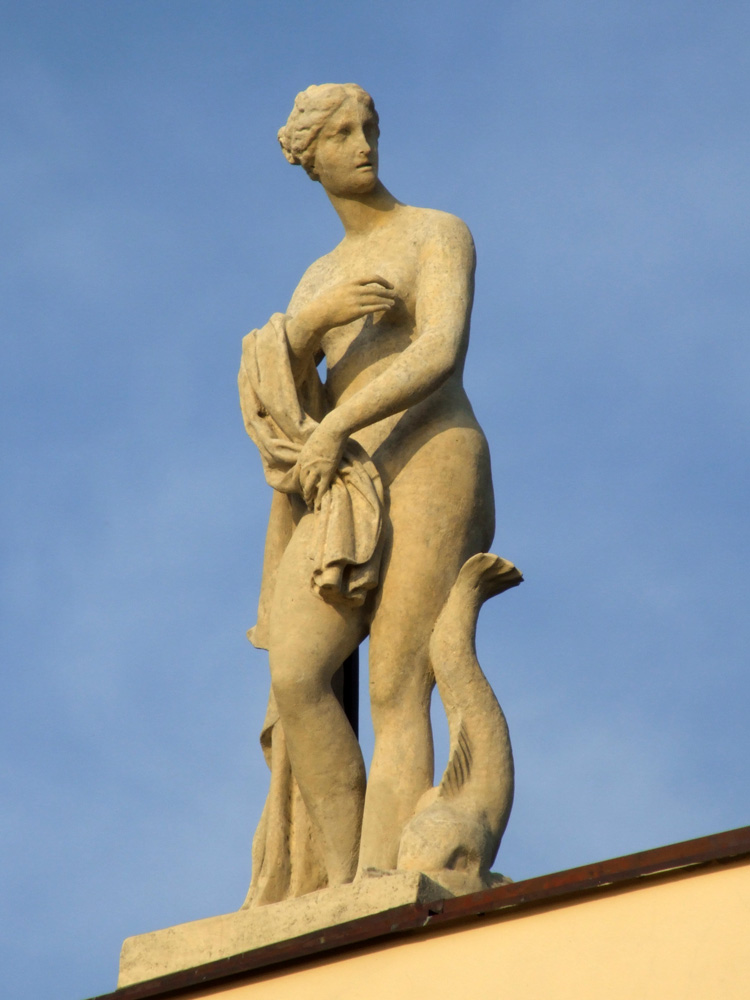
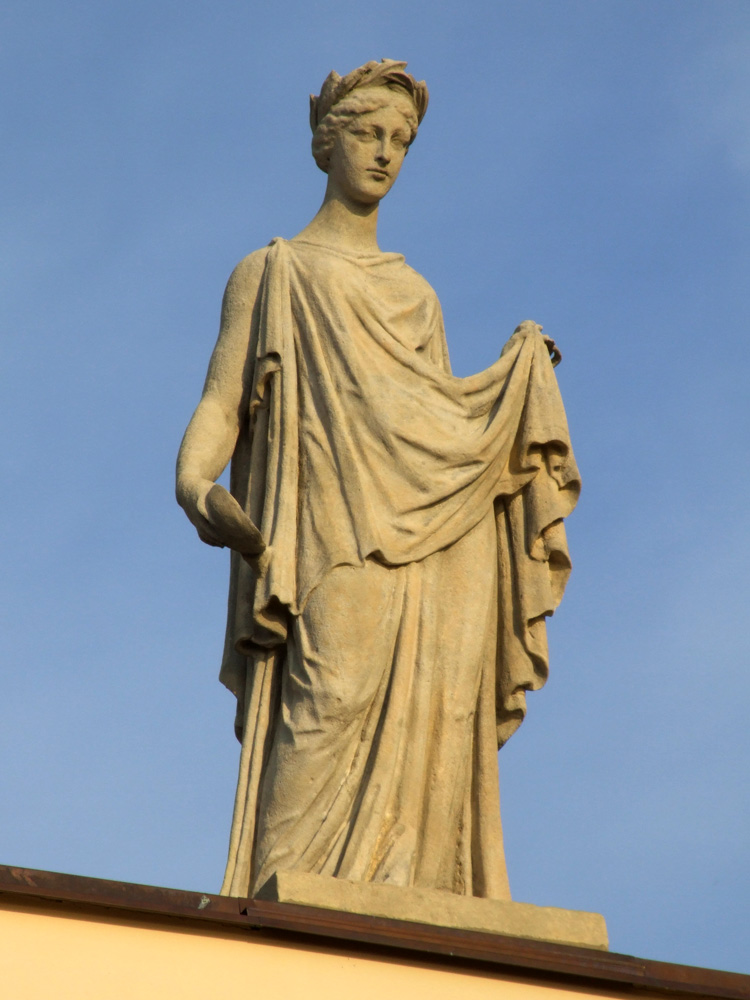
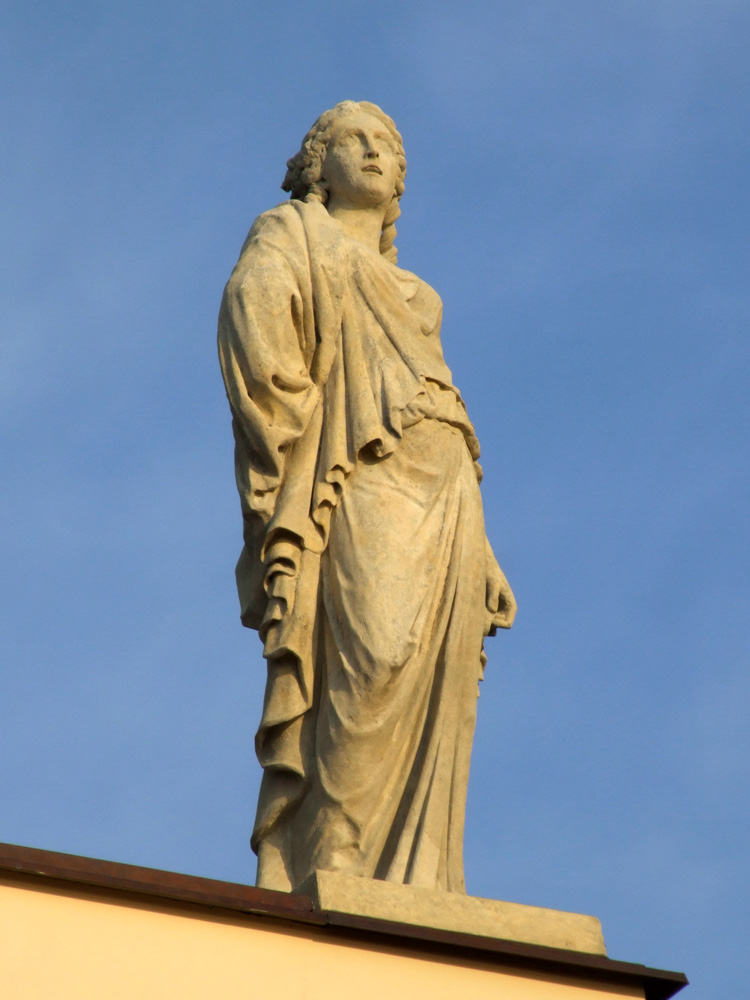

Detaily soch Múz